# Toxicofera
Die Toxicofera (griechisch τοξίνη, toxine = „Gift“, latein ferre = „tragen“) sind ein Taxon (eine systematische Gruppe) der Schuppenkriechtiere (Squamata). Es umfasst die Schlangen (Serpentes), die Schleichenartigen (Anguimorpha) und die Leguanartigen (Iguania).
Die Verwandtschaft dieser drei äußerlich verschiedenartigen Gruppen gründet sich auf molekularbiologische Untersuchungen und wird nur durch wenige morphologische Merkmale gestützt. Nach dem auf molekularbiologischen Daten gestützten Stammbaum der Schuppenkriechtiere sind die Schleichenartigen und die Leguanartigen Schwestergruppen; die beiden Taxa bilden eine unbenannte Klade, die Schwestergruppe der Schlangen ist.
Als giftige Schuppenkriechtiere galten bisher nur die Giftnattern (Elapidae), die Vipern (Viperidae) und die Trugnattern sowie die zu den Schleichenartigen gehörenden Krustenechsen (Heloderma). Deshalb wurde ein unabhängiger, mindestens zweimaliger Ursprung dieses Merkmals in der Squamatenevolution angenommen. Das Toxicofera-Konzept nimmt dagegen an, dass die Fähigkeit, Toxine zu erzeugen, nur einmal im Verlauf der Phylogenese (Stammesgeschichte) entwickelt wurde. Der gemeinsame Vorfahre aller Toxicofera soll vor etwa 230 bis 200 Millionen Jahren in der Obertrias gelebt haben.
Inzwischen hat man auch in Ober- und Unterkiefer eines Leguanartigen, der Östlichen Bartagame (Pogona barbata), giftproduzierendes Drüsengewebe gefunden. Außerdem werden Symptome, die nach den Bissen von Komodowaran, Buntwaran und Gebändertem Baumwaran (die zu den Schleichenartigen gehören) auftreten, nicht mehr nur als Ergebnis einer Bakterieninfektion, sondern als Resultat einer aktiven Giftsekretion interpretiert. Inzwischen wurden beim Komodowaran mit Hilfe von 3D-Scans eines Schädels in einem Magnetresonanztomographen Giftdrüsen in den Unterkiefern nachgewiesen. Auch bei fossilen Schleichenartigen aus der Oberkreide gibt es Hinweise auf die Präsenz von Giftdrüsen.
Heute gehören ca. 4600 Arten der 7900 Schuppenkriechtierarten, das sind etwa 58 Prozent, zu den Toxicofera.
Kladogramm der Toxicofera:
|  | Schlangen (Serpentes)                                                                     |
|  |                                                                                           |
|  | \| \| Schleichenartige (Anguimorpha) \| \| \| \| \| \| Leguanartige (Iguania) \| \| \| \| |
|  |                                                                                           |
|  | Schleichenartige (Anguimorpha)                                                            |
|  |                                                                                           |
|  | Leguanartige (Iguania)                                                                    |
|  |                                                                                           |

|  | Schleichenartige (Anguimorpha) |
|  |                                |
|  | Leguanartige (Iguania)         |
|  |                                |